# 着衣のマハ
『着衣のマハ』（ちゃくいのマハ、スペイン語: La maja vestida）は、スペインの画家フランシスコ・デ・ゴヤによって描かれた油絵である。マドリードのプラド美術館所蔵。『裸のマハ』の直後に描かれている。その真意は、製作依頼者であるマヌエル・デ・ゴドイの19世紀初めの自宅改装の際の『裸のマハ』に関するカモフラージュであると考えられている。

## 概要
『裸のマハ』が描かれた18世紀のスペインでは、宗教的、道徳的観点から裸の女性を描くことがタブー視されていた。しかし、『裸のマハ』は単なる女性の裸体画であるという以上に、実在する女性の陰毛が描かれた作品で、美術史上にスキャンダルを引き起こすこととなった。
作品を所有していた、当時のスペインの首相マヌエル・デ・ゴドイは、自宅の玄関前に『裸のマハ』を展示し、それを隠すように前面に『着衣のマハ』を吊り下げていた。『着衣のマハ』は滑車式の吊り上げ機械を使って吊り下げられており、いつでも『裸のマハ』を公開できるようになっていた。
その後、1808年から1813年まで王立サン・フェルナンド美術アカデミーが所蔵していたが、1814年から1836年にかけての異端審問の間、隔離保管されることになった。その後、王立サン・フェルナンド美術アカデミーに返還され、1901年から現在に至るまで、プラド美術館で『裸のマハ』と並べて展示されている。

## 「マハ」
マハとは特定の人物名ではなく、スペイン、特にアンダルシア地方の民族衣装を着用した女性のことを指す言葉である。18世紀には上流階級の女性が、このような民族衣装を着用することを好んでいた。『着衣のマハ』で描かれている女性が着ているのがアンダルシア州の民族衣装である。

## 日本における公開
2011年中に日本でも公開されると、2011年元旦の読売新聞紙上で報道された。
2011年10月22日から、2012年1月29日まで、国立西洋美術館で開かれた、『プラド美術館所蔵ゴヤ光と影』において、40年ぶりに日本で公開された。